# Lei delegada
No Brasil, lei delegada (vide artigos 59, IV e 68 da Constituição brasileira de 1988) é um ato normativo elaborado pelo chefe do poder executivo no âmbito federal, com a solicitação ao Congresso Nacional (art. 68, caput, Constituição Federal 1988), relatando o assunto que se irá legislar. O chefe do executivo solicita a autorização, e o poder legislativo fixa o conteúdo e os termos de seu exercício, tudo por meio de resolução legislativa. Depois de criada a lei pelo chefe do executivo, ela é remetida ao legislativo para avaliação e aprovação. Considerando que os limites foram respeitados e que a lei é conveniente, o legislativo a aprova, contudo, essa norma entra no sistema jurídico na qualidade de lei ordinária. As leis delegadas não admitem emendas.
Algumas matérias não podem ser objeto de delegação, não podendo versar sobre atos de competência exclusiva do Congresso Nacional acerca de matéria reservada à lei complementar, nem a legislação sobre planos plurianuais, diretrizes orçamentárias e orçamentos, entre outros.
Atualmente há apenas 13 leis delegadas em vigor, tendo a última sido editada em 1992. A lei delegada caiu em desuso por conta da medida provisória, que é um instrumento mais eficaz a disposição do chefe do executivo.